# Víctor Ojeda
Víctor Ojeda Santini (Barranquitas, 16 agosto 1939 – 15 gennaio 2024) è stato un cestista e allenatore di pallacanestro portoricano.

## Carriera
Guidò Porto Rico ai Campionati mondiali del 1978.